# Gaua
Gaua (antigamente conhecida como Ilha de Santa Maria) é uma ilha que faz parte das ilhas Banks, na província de Torba, em Vanuatu. Possui 342 km². Em 2009, a população da ilha era de 2491 habitantes.
No meio da ilha está o monte Gharat (797 m), um estratovulcão ativo. A ilha ainda possui o lago Letas, o maior de Vanuatu.
Gaua foi visitada por europeus pela primeira vez na expedição de Pedro Fernandes de Queirós, de 25 a 29 de abril de 1606. A ilha foi então designada Santa Maria.
Além da língua mwerlap, há mais cinco idiomas falados habitualmente em Gaua: lakon ou vuré; olrat; koro; dorig e nume.
A ilha é servida pelo aeroporto de Gaua.

## Etimologia
O nome moderno Gaua é pronunciado Gawa em Bislama, a língua franca de Vanuatu, e em francês ou inglês.
Nas línguas locais de Banks, a ilha era tradicionalmente conhecida não por um nome, mas por dois. Um nome se reconstrói no Proto-Torres–Banks como uma forma *ɣaua, e o outro como *laᵑgona. Esses nomes referiam-se, respectivamente, à metade nordeste da ilha e à sua metade sudoeste (onde se encontra a Baía de Lakona e também onde se fala a língua Lakon).
Assim, a língua Mota, que os missionários usavam ao nomear a maioria dos lugares nas Ilhas Banks, possui as formas Gaua e Lakona; Olrat e Lakon possuem Gaō e Lakon; e a língua Mwerlap possui Gō e Lakon. Outras línguas de Torres-Banks que têm reflexos dos dois étimos incluem Mwotlap Agō e Alkon; e Vurës Gō e Lokon.
Algumas línguas modernas generalizaram um desses dois étimos para se referir à ilha inteira. Assim, ela é chamada de Gog na Nume, Gō na Koro (ambas < *ɣaua), e Lkon na Dorig (< *laᵑgona). Outras línguas de Torres-Banks que têm apenas um reflexo dos dois étimos incluem Hiw e Lo-Toga Gawe (< *ɣaua), Vera'a Lōkōno (< *laᵑgona) e Mwesen Gō (< *ɣaua).

## Geografia
Gaua está sujeita a frequentes terremotos e ciclones. O clima é tropical úmido; a precipitação média anual excede 3500 mm. A ilha possui um terreno acidentado, chegando até o Monte Gharat (797 m), o pico do estratovulcão ativo que fica no centro da ilha. Sua erupção mais recente foi em 2013. O vulcão tem uma caldeira de 6 × 9 km, dentro da qual há um lago de cratera, conhecido como Lago Letas, que é o maior lago de Vanuatu. A leste do lago fica a Cachoeira Siri (queda de 120 m).

### Geologia
A geologia de Gaua é bastante típica de um arco vulcânico imaturo. A parte mais antiga da ilha é o canto sudoeste, que consiste em grande parte de basaltos primitivos e ankaramitas. A maior parte da ilha é coberta pela Série Piroclástica de Santa Maria (SPSM), uma unidade máfica de ignimbrito produzida pela erupção que formou a caldeira. Gaua é rara por hospedar um ignimbrito máfico, já que a maioria das erupções explosivas semelhantes são mais silícicas; outros exemplos incluem o Masaya na Nicarágua, e em Ambrym, e Tanna, também em Vanuatu. A erupção da SPSM também foi associada à ativação de falhas anelares e à produção de cones vulcânicos parasitas ao redor das encostas superiores do vulcão.

### Vida selvagem
As encostas superiores da ilha foram reconhecidas como uma Área Importante para a Preservação de Aves (IBA) pela BirdLife International, pois sustentam populações de frango-do-mato-de-vanuatu, pombos-imperiais-de-Vanuatu, pombas-fruta-de-Tanna, pombas-fruta-de-barriga-vermelha, periquitos-de-palma, cardeais-de-myzomela, gerigones-de-abano, andorinhas-de-cauda-longa, rabo-de-leque-listrado, papa-moscas melanésio, shrikebill-do-sul, olho-branco-de-Vanuatu e bico-de-lacre-de-cabeça-vermelha. Outros animais encontrados lá incluem morcego-de-fruta-de-cauda-longa, raposa-voadora-de-Vanuatu e caranguejo-dos-coqueiros.

## Demografia
Em 2009, a ilha tinha uma população de 2.491 habitantes e uma taxa de crescimento anual de 2,0%. Os habitantes estão espalhados entre várias aldeias costeiras nos lados oeste, sul e nordeste da ilha. O lado leste tem alguns povoados com uma comunidade de imigrantes, cujos membros vieram das duas ilhas menores Merig e Mere Lava, que ficam a sudeste de Gaua. A maior aldeia em Gaua é Jolap, na costa oeste.
Além de Mwerlap, há cinco línguas tradicionalmente faladas em Gaua: Lakon (também chamada Vuré), Olrat, Koro, Dorig e Nume.

## Economia
A subsistência do povo de Gaua é baseada na economia agrícola tradicional em Melanésia: uma combinação de pesca e horticultura. Seus principais produtos de exportação são copra e cacau.
A ilha é atendida pelo Aeroporto de Gaua, que está localizado no canto nordeste da ilha.

## Galeria

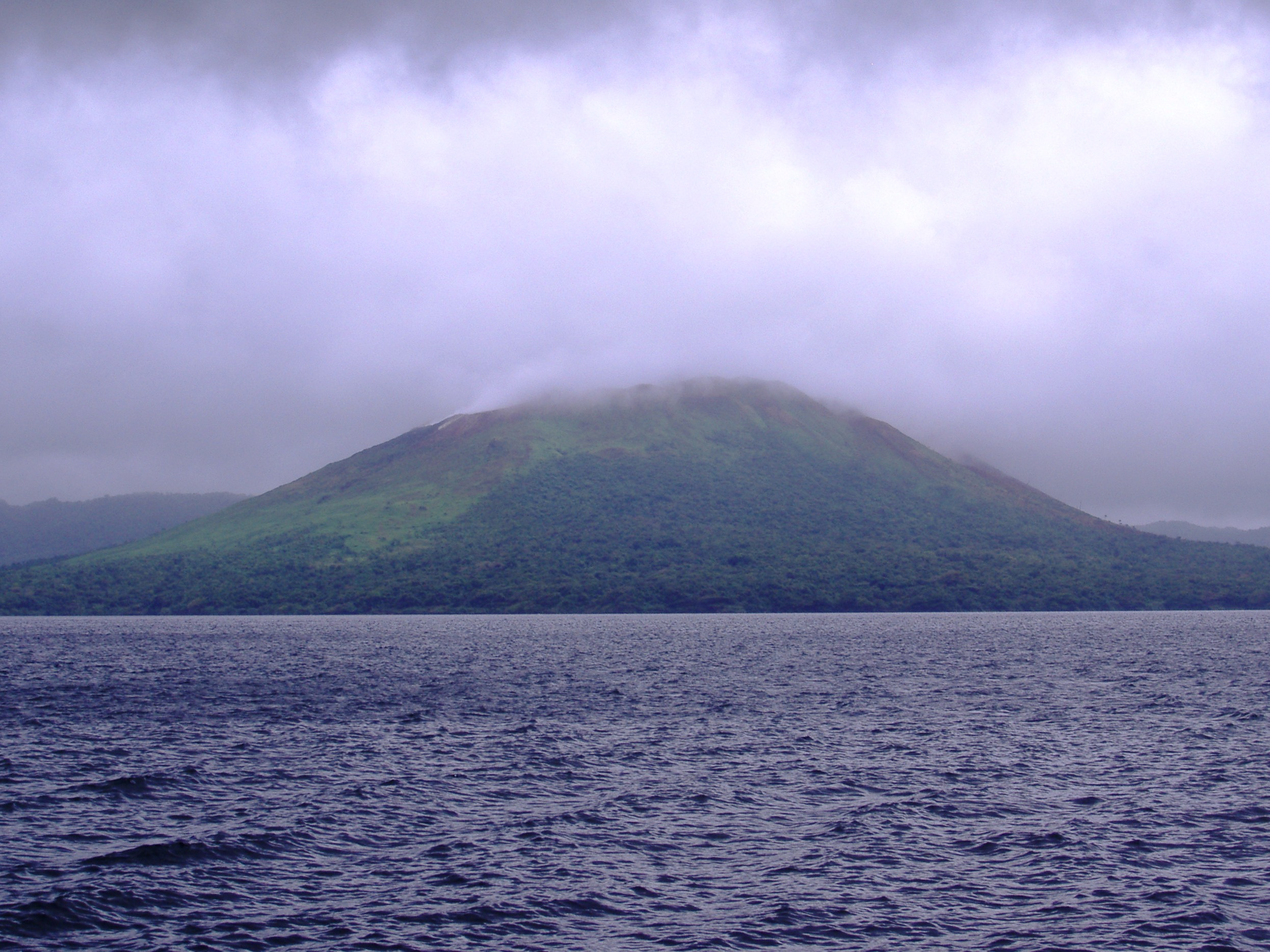
Monte Gharat and lago Letas
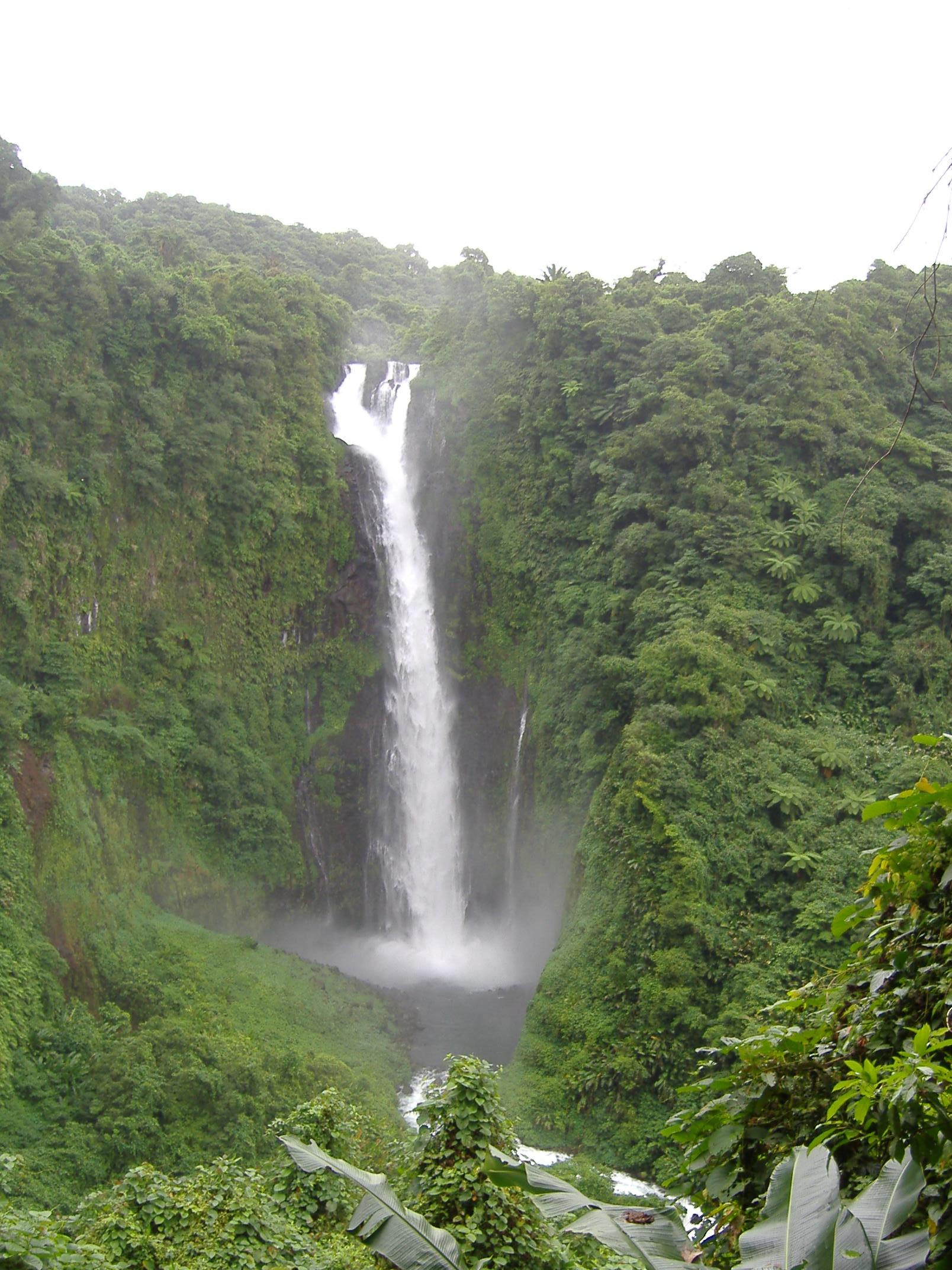
Cachoeira Siri
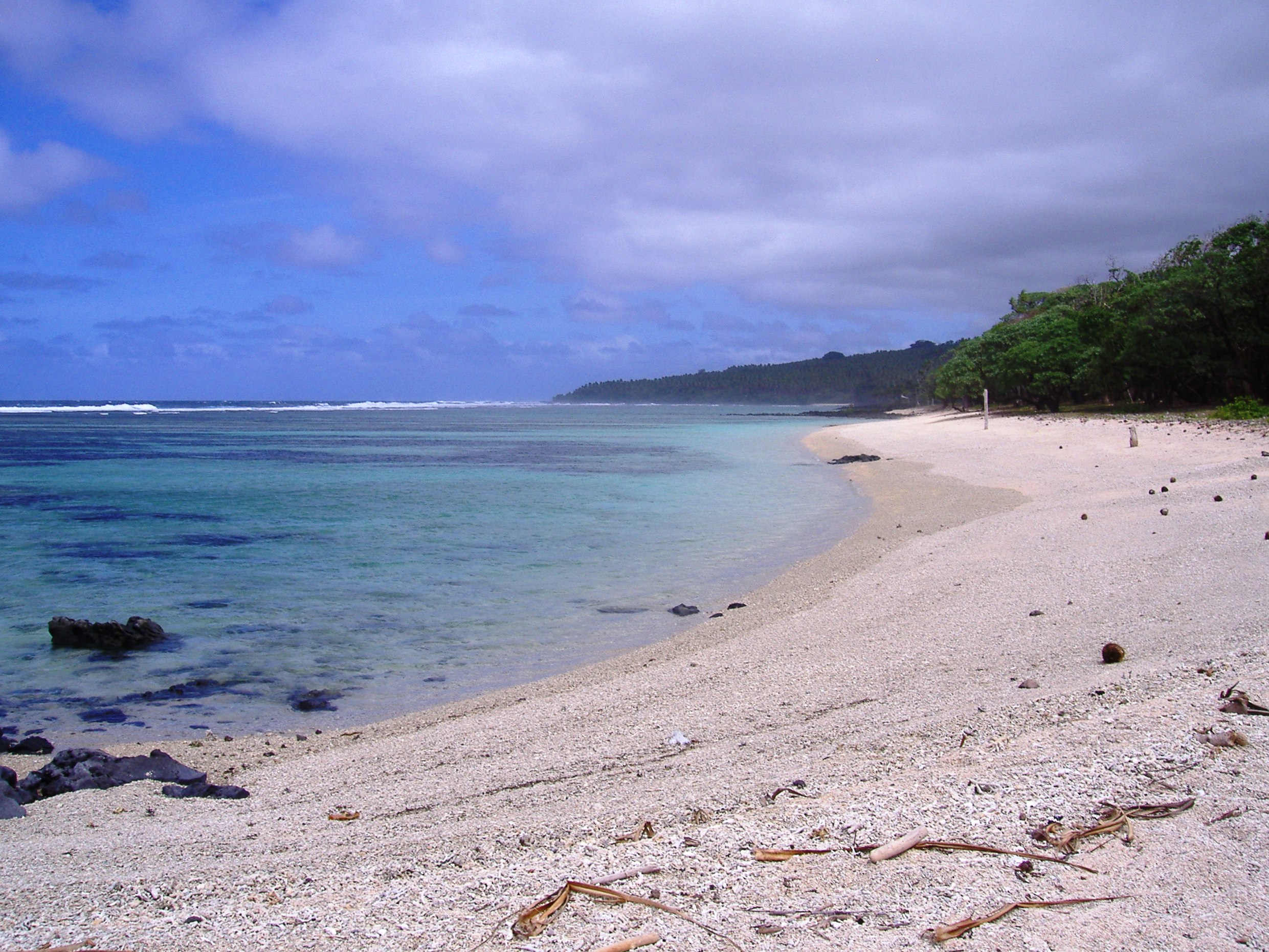
Praia Baravit (costa leste)
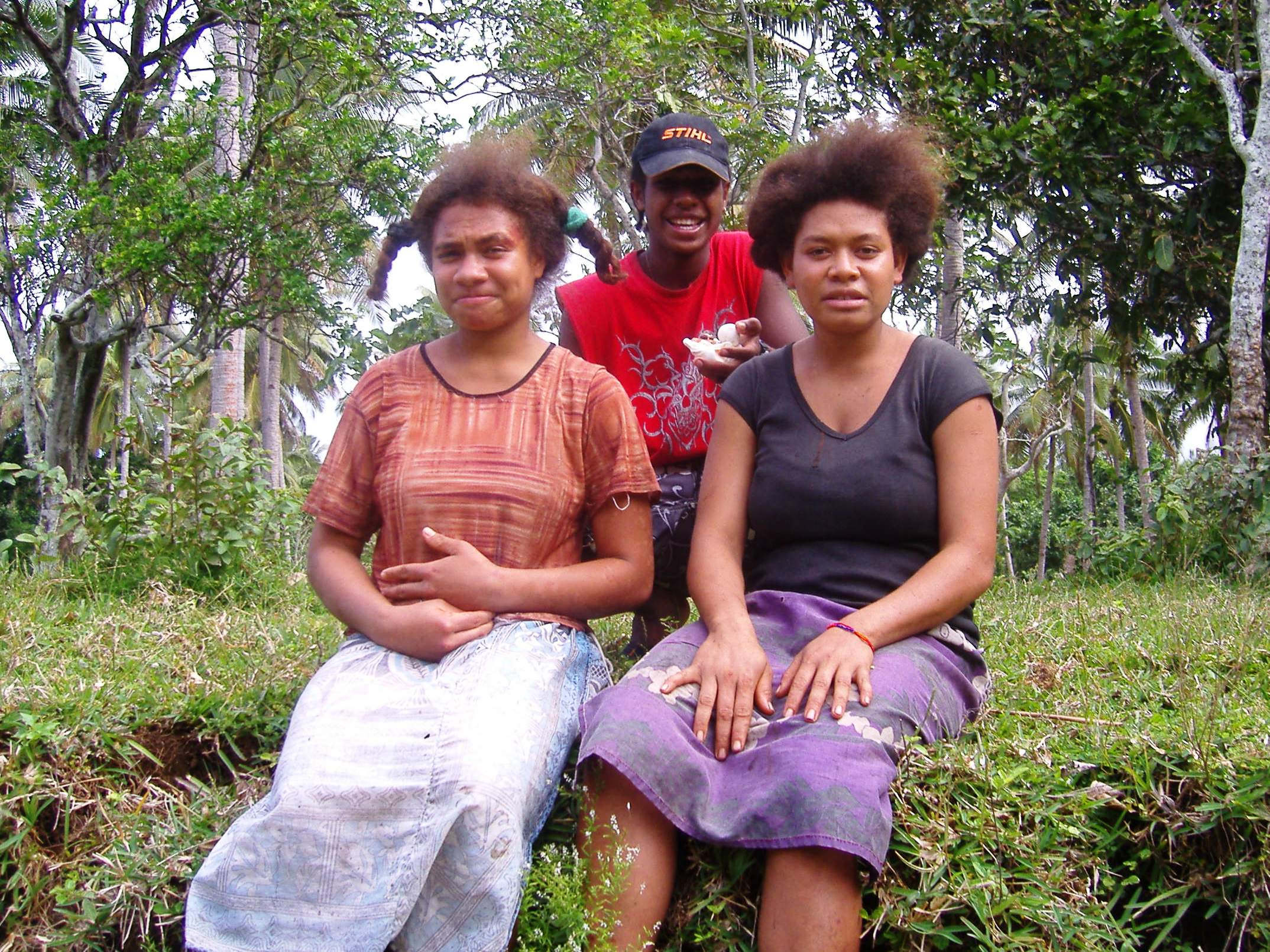
Habitantes locais
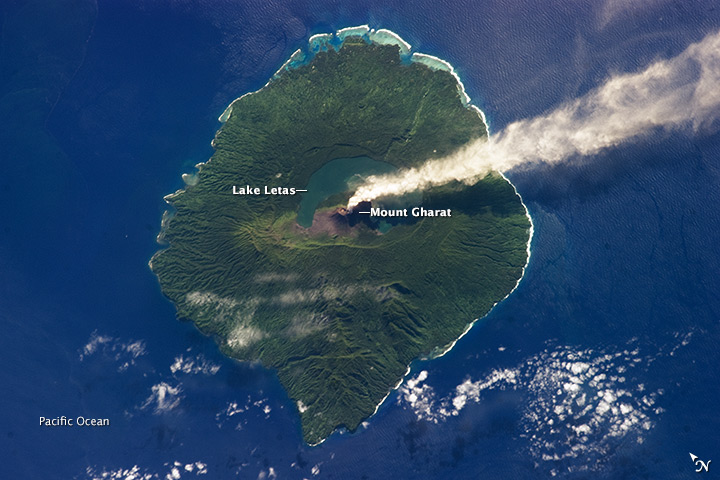
Gaua vista do espaço

## Links externos
- «Gaua». Programa Global de Vulcanismo. Smithsonian Institution
- Our Forest our Future; Managing Biodiversity in the South Pacific, Gaua Island, Vanuatu, Rudolf Hahn, CTA FAO 2013, youtube video
- Volcano World: Gaua
- Detailed list and map of the Banks and Torres languages, including those of Gaua